# Pu29
Pu29 – seria polskich parowozów pospiesznych zbudowanych w zakładach H. Cegielskiego w Poznaniu w 1931 roku.
Parowozy te były przeznaczone do obsługi ciężkich pociągów pospiesznych, a w szczególności niemieckich pociągów tranzytowych na odcinku Chojnice – Tczew – Malbork. Były to największe polskie parowozy zbudowane przed II wojną światową.
Pomimo bardzo dobrych osiągów, parowóz ten był zbyt duży i ciężki dla potrzeb polskich kolei i nie mieścił się na obrotnicach, dlatego zrezygnowano z jego produkcji na rzecz mniejszej i bardziej uniwersalnej serii Pt31, która ponadto odznaczała się większą mocą znamionową.
Łącznie wyprodukowano tylko 3 egzemplarze, z których po wojnie do Polski – w 1949 roku – powrócił tylko Pu29-3. Po wojnie stacjonował on w DOKP Gdańsk, w parowozowniach Bydgoszcz Główna, Inowrocław, Toruń oraz Iława. Służbę zakończył w Toruniu, w 1970 roku. Wyremontowany w 1978 przez ZNTK Bydgoszcz, przekazany został następnie do Skansenu Parowozowni w Kościerzynie. W 2012 roku został przetransportowany do Muzeum Kolejnictwa w Warszawie.

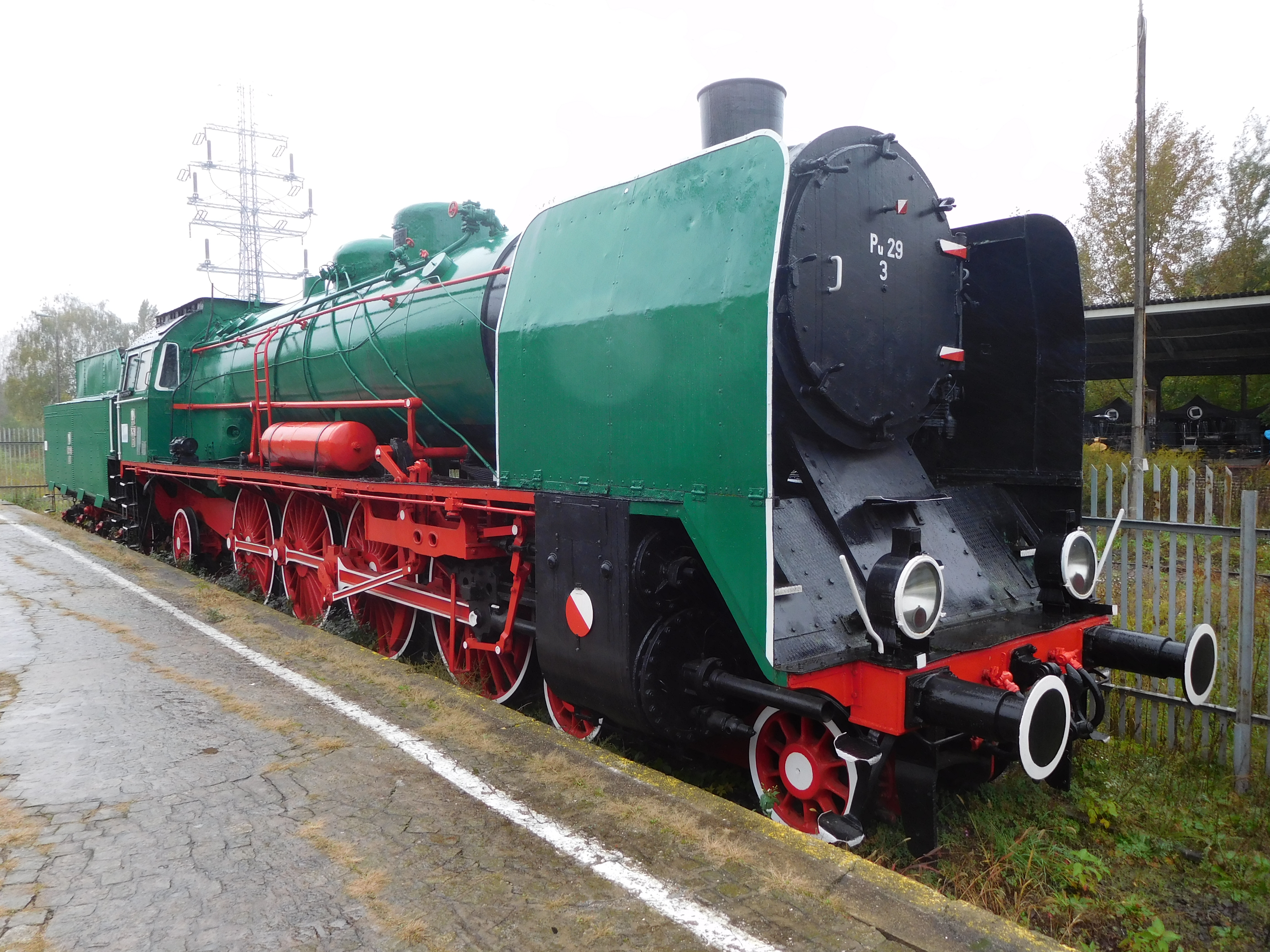
Pu29-3 w Warszawie
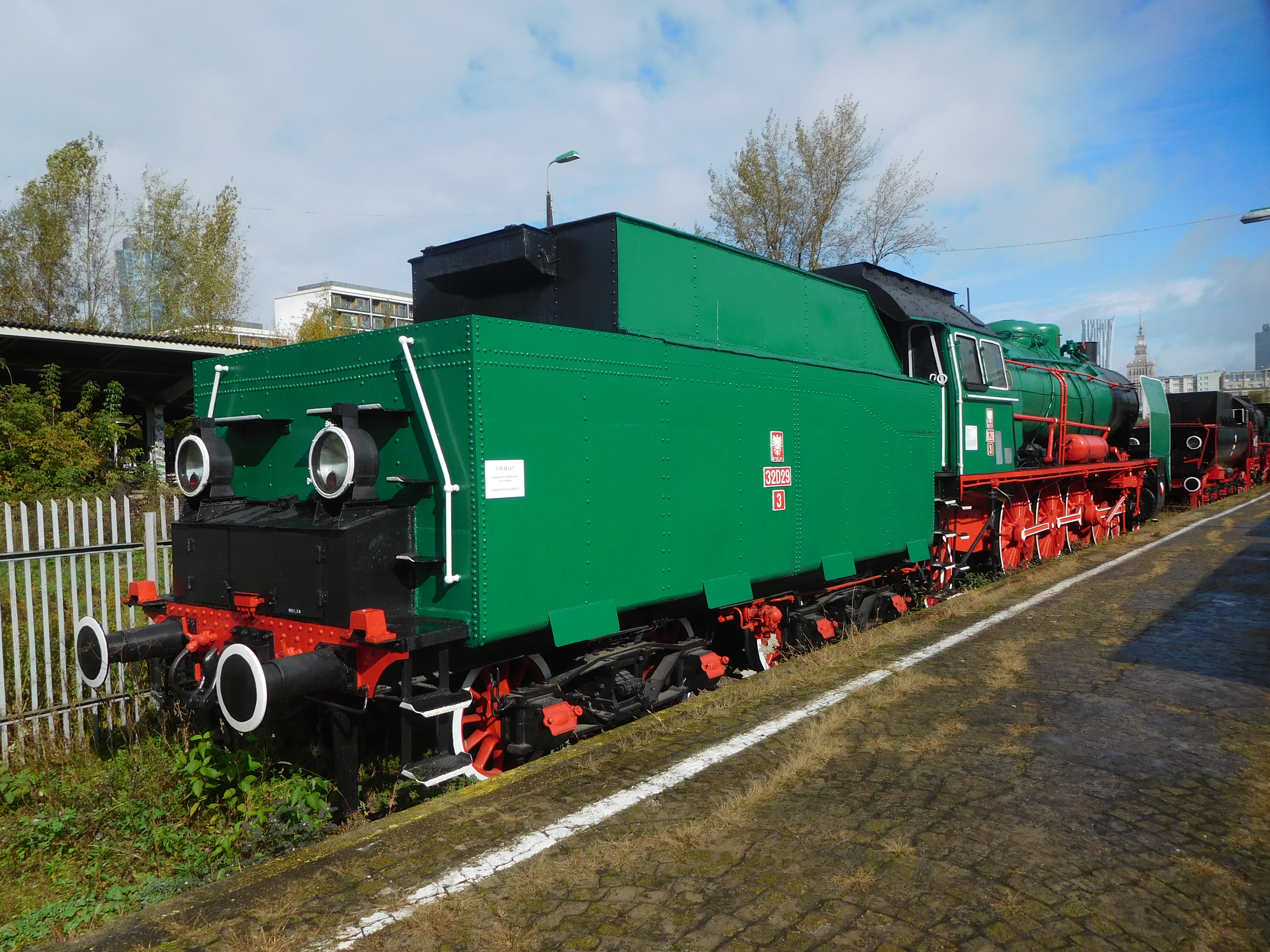
Tender Pu29-3

## Niektóre właściwości trakcyjne
W przypadku parowozów normalnotorowych maksymalna siła pociągowa maszyny jest ograniczona jej przyczepnością. Przy opalaniu lepszym gatunkiem węgla parowóz ten mógł ciągnąć po torze poziomym składy o masie 715 t z prędkością 100 km/h.